# Kościół św. Polikarpa w Gdańsku
Kościół św. Polikarpa w Gdańsku – rzymskokatolicki kościół parafialny znajdujący się w Gdańsku, w dzielnicy Osowa. Wchodzi w skład dekanatu Gdańsk-Oliwa archidiecezji gdańskiej.

## Historia[1]
- 8 maja 2000 – erygowano parafię św. Polikarpa[2], wydzieloną z parafii Chrystusa Zbawiciela.
- 2000 – rozpoczęto budowę kaplicy i domu parafialnego wg projektu Wiesława Szyślaka, oraz Andrzeja i Alicji Kozickich.
- 21 listopada 2002 – poświęcono kaplicę.
- 2004 – w odlewni Felczyńskich w Gliwicach odlano do kościoła dwa dzwony: Maryja i Jan Paweł II[3].
- 2007 – rozpoczęto budowę kościoła wg projektu tych samych architektów, którzy zaprojektowali kaplicę.
- 2011 – odlano do kościoła ostatni z trzech dzwonów: Paweł[3].
- 24 grudnia 2012 – pierwsza pasterka w kościele.
- 10 listopada 2019 – abp Sławoj Leszek Głódź konsekrował kościół[4].

## Galeria

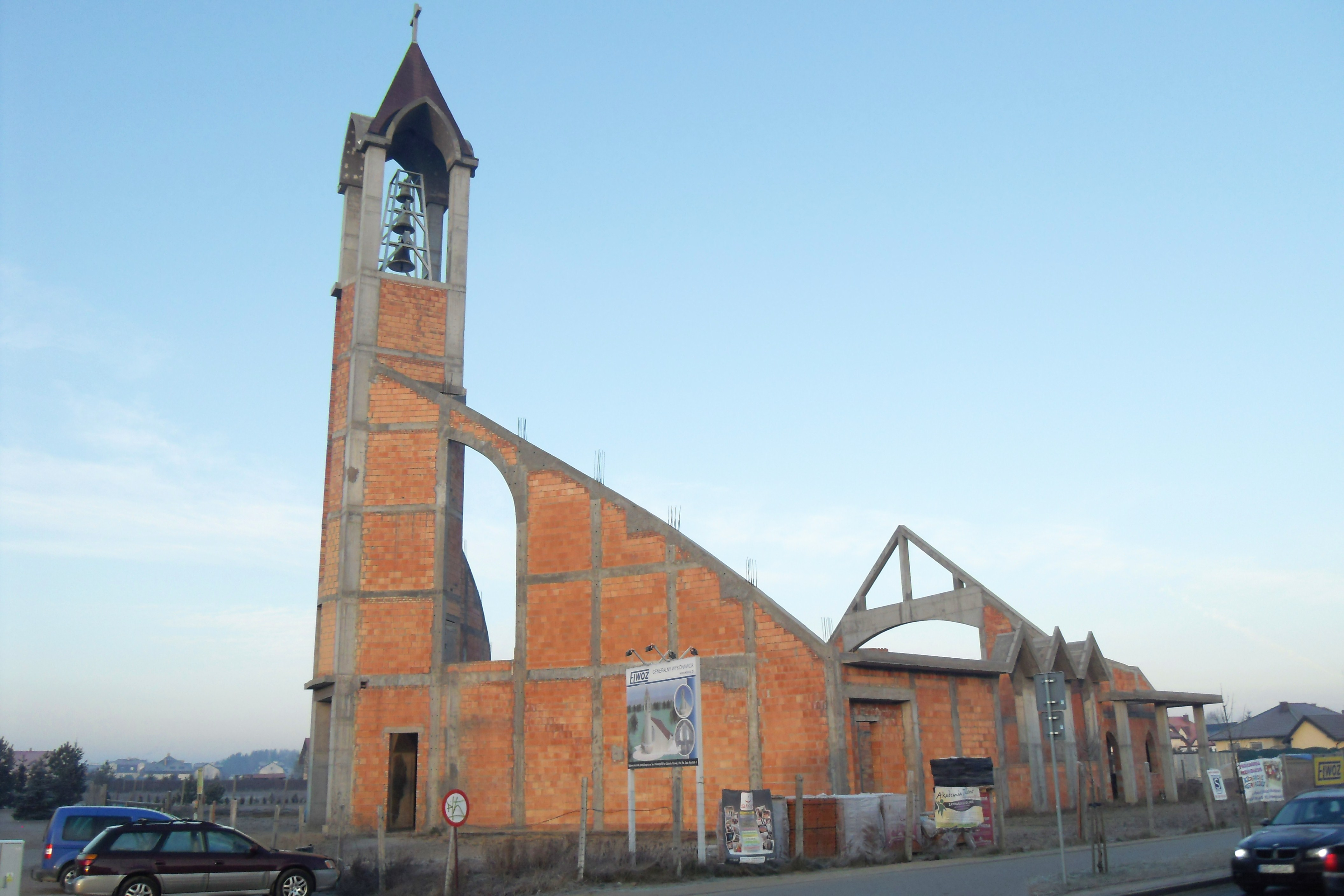
Kościół w trakcie budowy, 2011
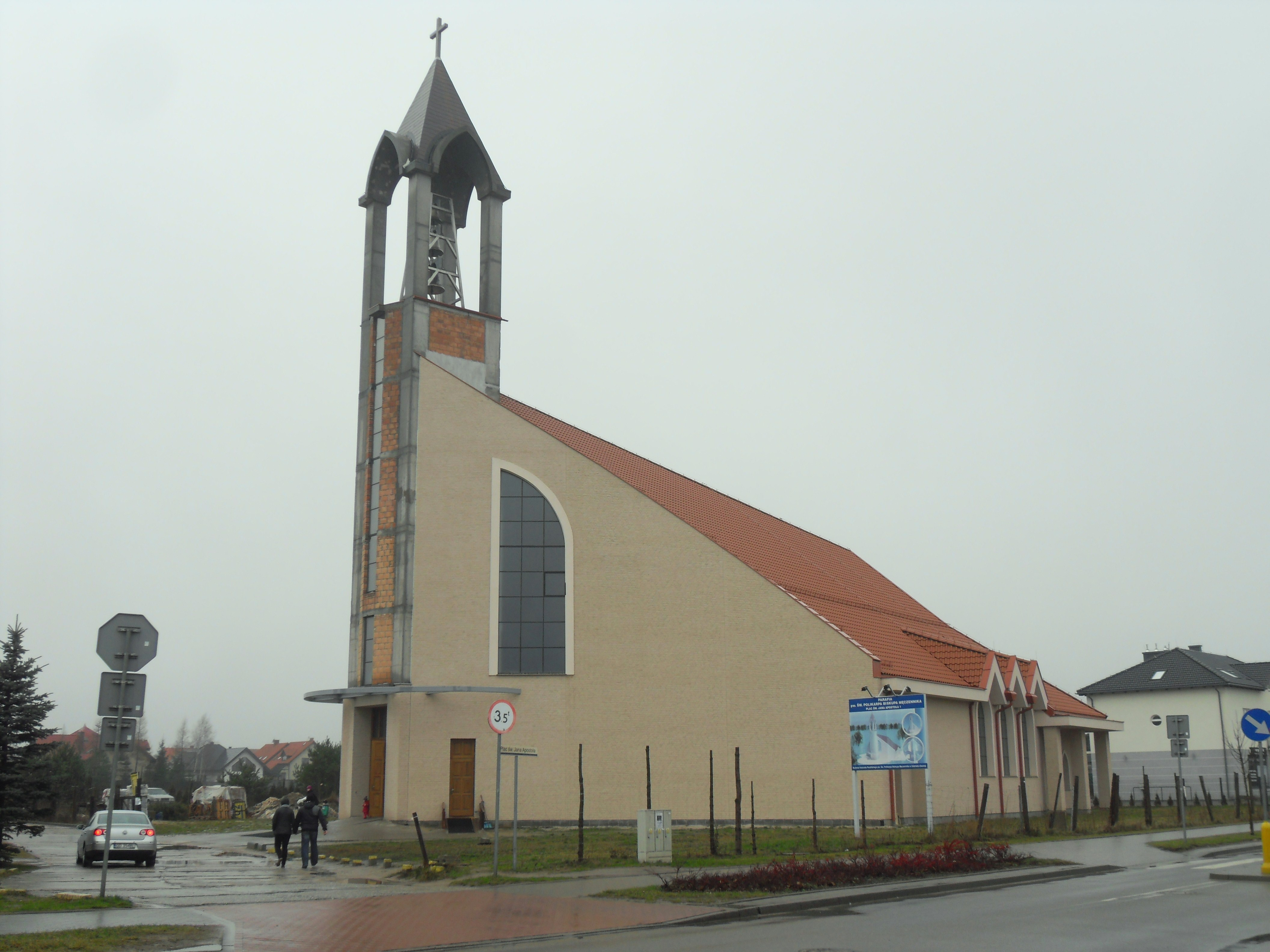
Kościół w trakcie budowy, 2015
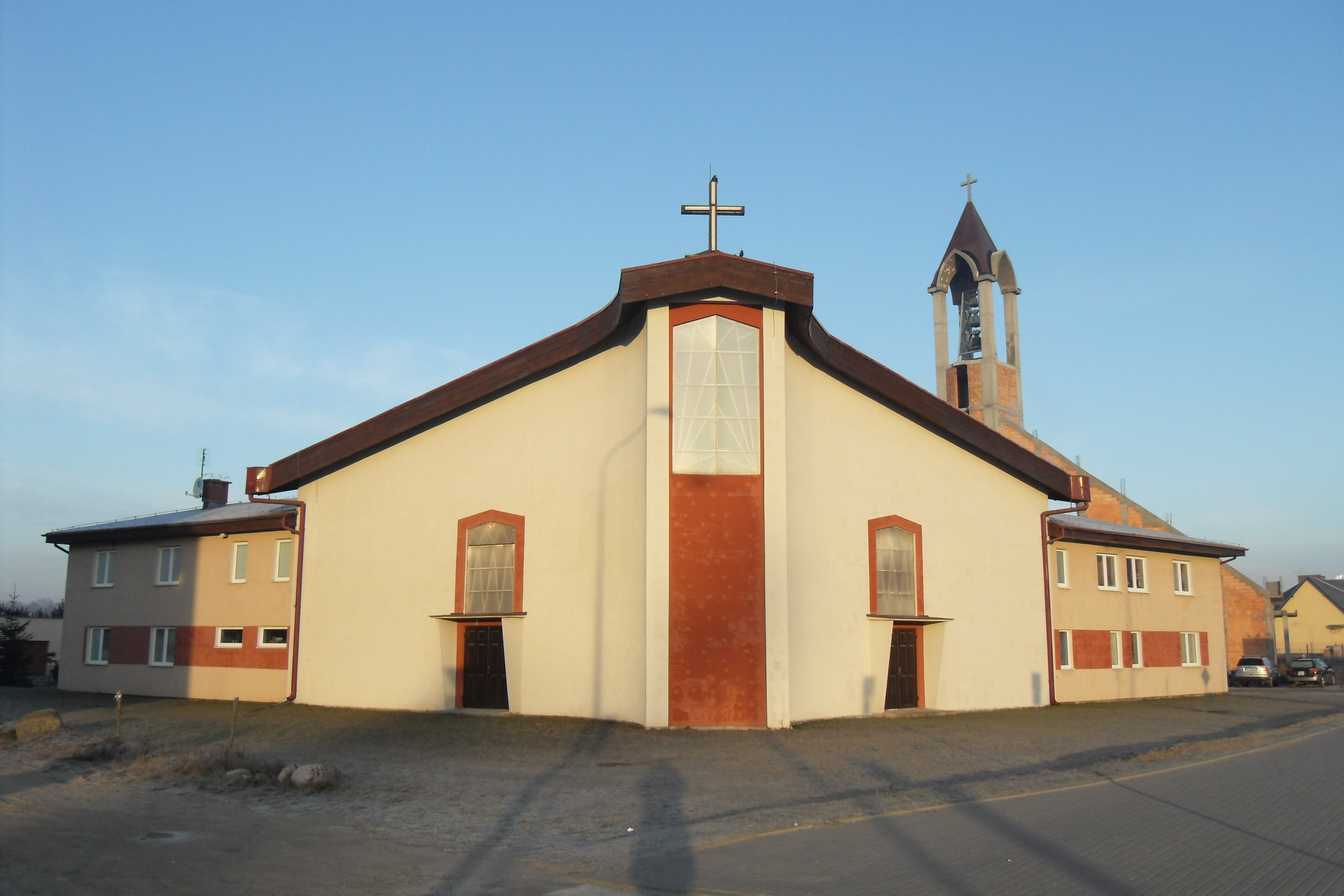
Dawna kaplica